# María Paz Zafra
María Paz Zafra Martín (Madrid) es una bioquímica e investigadora española especializada en biotecnología y oncología. En 2023, fue seleccionada por la Asociación Española Contra el Cáncer (AECC) para desarrollar tratamientos personalizados contra el cáncer de páncreas.

## Trayectoria
Se licenció en bioquímica por la Universidad Complutense de Madrid (UCM) en 2008. Durante esta etapa, colaboró con el Centro de Investigaciones Biológicas Margarita Salas (CIB-Margarita Salas), donde investigó una proteína inmunorreguladora (ICOS) implicada en enfermedades autoinmunes y cáncer. Se doctoró en 2014 en bioquímica, biología molecular y biomedicina en un programa conjunto entre la UCM y el Instituto de Investigación Sanitaria Fundación Jiménez Díaz (IIS-FJD), con una tesis titulada Asma y proteínas supresoras de la señalización de citocinas (SOCS), que estudia el papel de una proteína que influye en la inflamación en personas con asma, y propone una nueva forma de tratamiento que reduce sus efectos para mejorar los síntomas. Tras completar el doctorado, realizó una estancia posdoctoral en el CIB, enfocada en cáncer colorrectal.
En 2015, se trasladó a Nueva York (Estados Unidos) para incorporarse como investigadora posdoctoral al laboratorio del Weill Cornell Medicine, donde fue nombrada instructora de biología molecular en 2021. En este periodo, desarrolló modelos animales para estudiar mutaciones genéticas asociadas al cáncer, particularmente del oncogén KRAS. Su trabajo incluyó el uso de tecnologías de edición genética y contribuyó a publicaciones científicas sobre la progresión tumoral. En 2022, regresó a España tras obtener una beca “Junior Leader” de la Fundación "la Caixa" y un contrato Ramón y Cajal. Desde entonces, dirige un grupo de investigación en la Universidad de Granada y en el Instituto de Investigación Biosanitaria de Granada (ibs.GRANADA), donde estudia los mecanismos moleculares del cáncer.
Además de su faceta investigadora, Zafra participa en eventos de divulgación científica como la Noche Europea de los Investigadores en Andalucía, presentando su trabajo al público general y contribuyendo a una mayor visibilidad de las mujeres científicas en las profesiones STEM (ciencia, tecnología, ingeniería y matemáticas.

## Reconocimientos
En 2015, María Paz Zafra Martín fue galardonada con el primer premio a la mejor tesis doctoral en investigación biomédica experimental, otorgado por la Fundación Jiménez Díaz de IDCsalud. Su trabajo, centrado en el papel de la proteína SOCS3 como posible diana terapéutica para el tratamiento del asma, fue reconocido por su innovación y relevancia clínica.
En 2021, fue distinguida con el Tri-Institutional Breakout Award, un premio otorgado por un consorcio de instituciones de Nueva York (conformado por el Weill Cornell Medicine, la Universidad Rockefeller y el Memorial Sloan Kettering Cancer Center) a investigadores posdoctorales con trayectorias destacadas. En 2023, fue una de las cuatro investigadoras emergentes receptora de las ayudas LAB AECC de la Asociación Española Contra el Cáncer (AECC), que conceden un apoyo económico a proyectos pioneros en investigación oncológica. Zafra recibió esta financiación por un proyecto cuyo objetivo es encontrar tratamientos personalizados para el cáncer de páncreas, adaptados a las mutaciones genéticas de cada paciente, para mejorar la eficacia y evitar resistencias a la quimioterapia.